# Funafuti
Funafuti és el principal atol de Tuvalu, el més gran i més poblat, i seu del govern.
De vegades es diu que la capital de Tuvalu és Fongafale o Vaiaku, però, oficialment, tot l'atol de Funafuti és la seva capital, ja que té un únic govern responsable de tot l'atol. Està situat a 110 km al nord-oest de Nukulaelae i a 85 km al sud-est de Nukufetau. Té una població de 6.320 persones (cens del 2017), i, per tant, té més gent que la resta de Tuvalu juntes, amb aproximadament el 60% de la població. Consisteix en una estreta franja de terra d'entre20 i 400 m d'amplada, que envolta una gran llacuna (Te Namo) 18 km de llarg i 14 km d'amplada. La profunditat mitjana de la llacuna de Funafuti és d'uns 36,5 m. Amb una superfície de 275 km², és, amb diferència, la llacuna més gran de Tuvalu. La superfície terrestre dels 33 illots al voltant de l'atol de Funafuti suma 2,4 km²; en conjunt, constitueixen menys de l'un per cent de la superfície total de l'atol. Els vaixells de càrrega poden entrar a la llacuna de Funafuti i atracar a les instal·lacions portuàries de Fongafale.

## Geografia
L'atol consisteix en una anella estreta d'esculls i illots amb una amplada de 20 a 400 metres. La superfície total és de 2,54 km². La llacuna central és profunda amb una amplada de 14 a 18 km. En total són 33 illots. Els més grans són Fongafale, situat a l'est, Funafula a l'extrem sud-est, tots dos habitats.
A Fongafale hi ha quatre viles, entre elles Vaiaku la seu del govern. Oficialment, la capital de Tuvalu és l'atol de Funafuti, però a vegades s'especifica l'illot Fongafale o la vila de Vaiaku. La població total era de 4.492 habitants al cens del 2002. Disposa d'un aeroport i l'edifici més destacat és l'església de Tuvalu.

### Fongafale

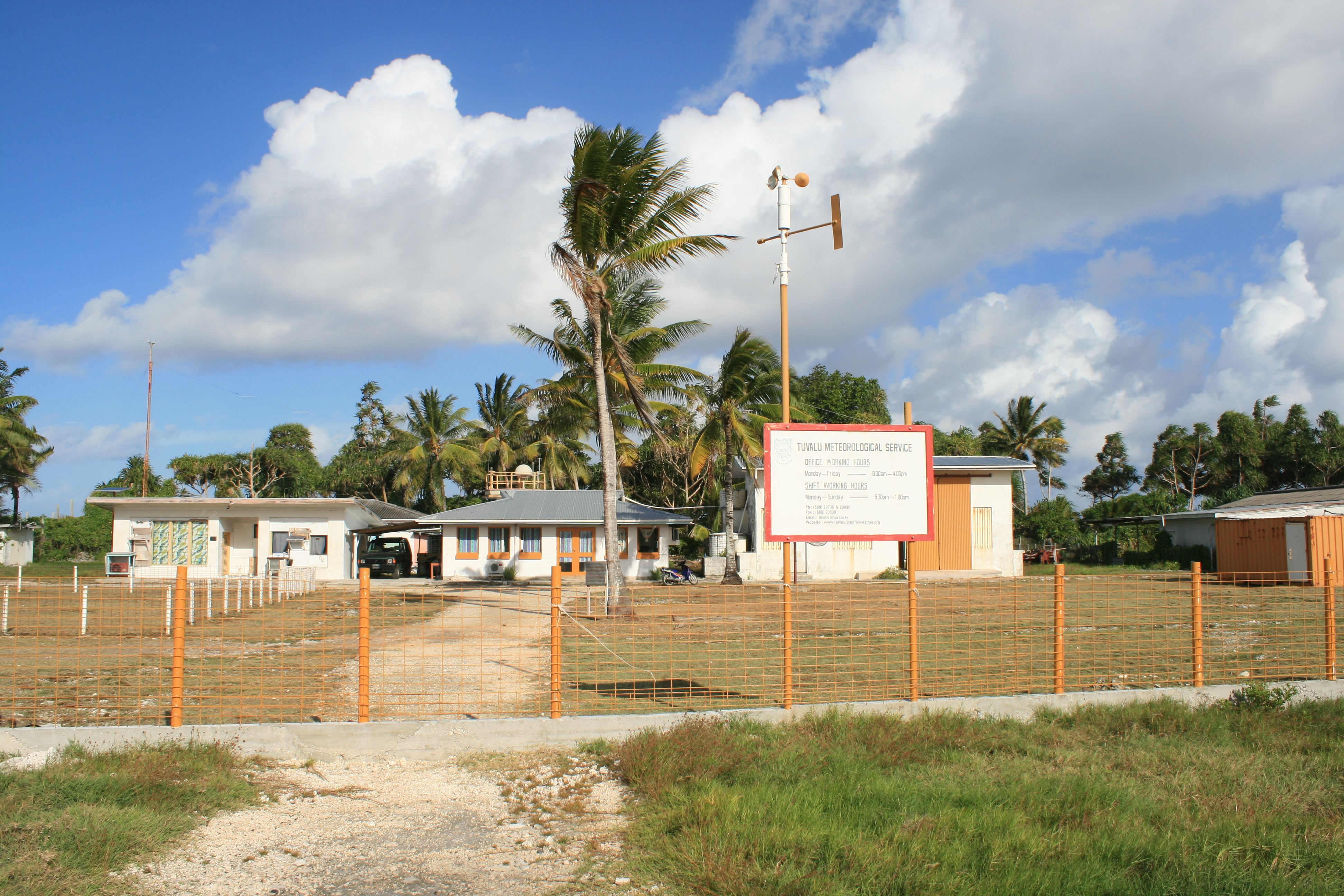
Estació del Servei Meteorològic de Tuvalu, Fongafale

L'illa més gran és Fongafale. L'illa acull quatre pobles i llocs de reunió de la comunitat. El Funafuti Falekaupule és el consell local, amb el Kaupule com a executiu del Falekaupule. A Fongafale, el Funafuti Kaupule és responsable de les aprovacions de la construcció d'habitatges o ampliació d'edificis existents en terrenys privats i el Comitè de Gestió de Terres és l'autoritat responsable en relació amb els terrenys llogats pel Govern. La capacitat fotovoltaica instal·lada a Funafuti el 2020 va ser de 735 kW en comparació amb 1800 kW de gasoil (16% de penetració).
Tausoa Lima Falekaupule és la casa de reunions tradicional de Funafuti. Tausoalima significa "mà de l'amistat" i Falekaupule significa "saló de reunions tradicional de l'illa". Hi ha el Funafuti Lagoon Hotel, i altres cases d'hostes i cases, construïdes tant de manera tradicional, amb fulles de palmera com, més recentment, amb blocs de ciment. L'edifici més destacat de l'atol de Funafuti és la Fētu'ao Lima (Església de l'Estrella del matí) de l’Església de Tuvalu.
Altres llocs d'interès són les restes d'avions japonesos que es van estavellar a Funafuti durant la Segona Guerra Mundial. El camp d'aviació va ser construït durant la Segona Guerra Mundial. Va ser adaptat per servir com a aeroport internacional de Funafuti, que serveix tant com a pista d'aterratge per als vols des de Fiji com a lloc per a activitats esportives i d'esbarjo.

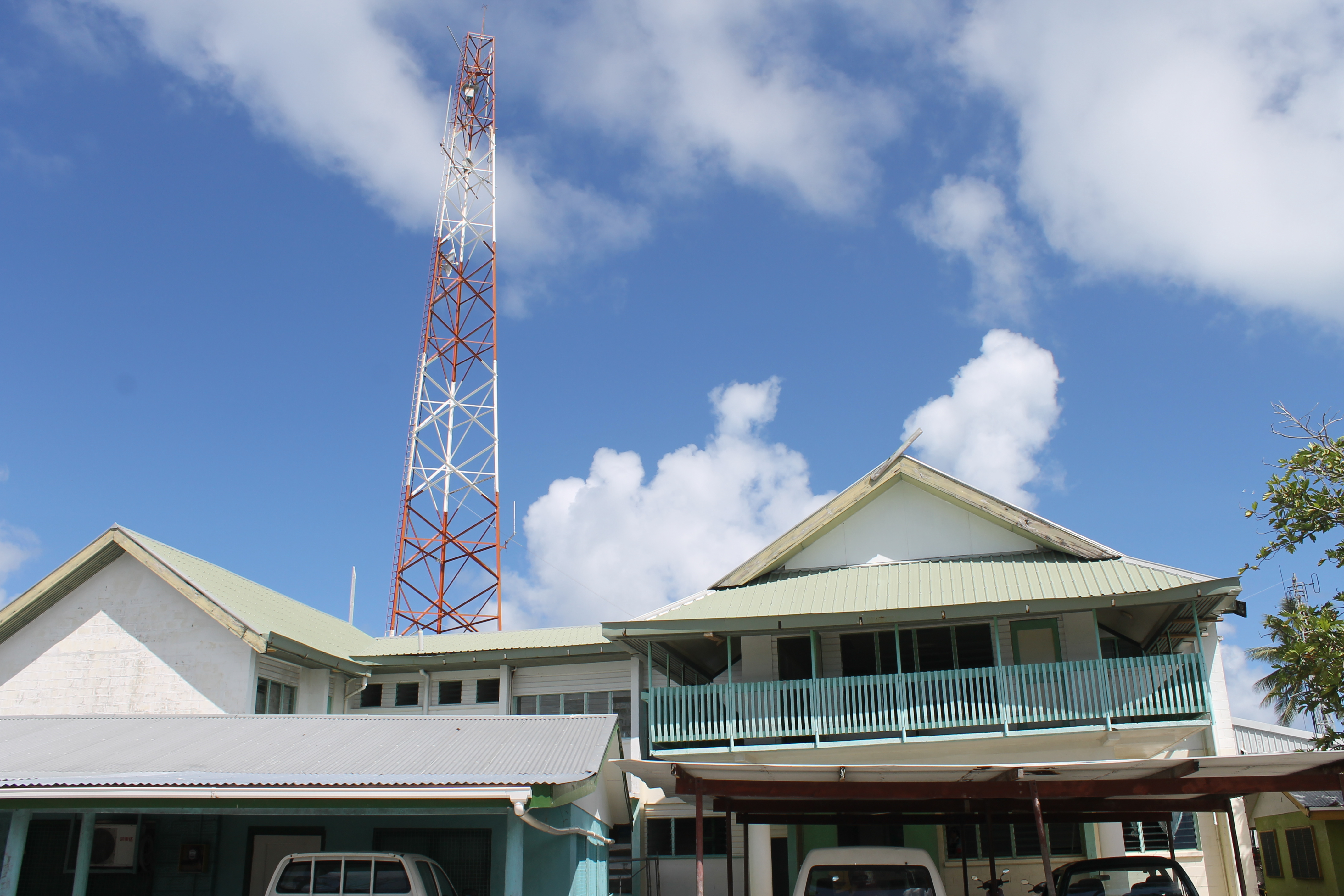
Oficines de la Corporació de Telecomunicacions de Tuvalu

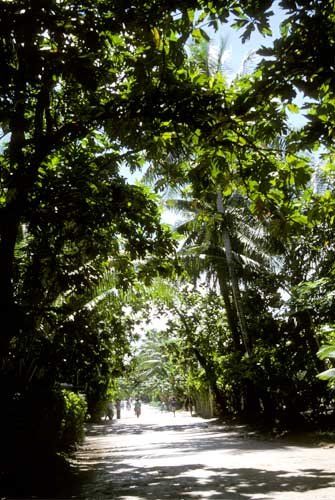
Carrer principal de Funafuti.

Un esdeveniment esportiu important és el "Festival de l'Esport del Dia de la Independència" que se celebra anualment a Fongafale l'1 d'octubre. L'esdeveniment esportiu més important del país és sens dubte els Jocs de Tuvalu, que se celebren anualment des del 2008, amb equips que arriben a Funafuti des de les illes exteriors per competir als jocs. El futbol a Tuvalu es juga en l'àmbit de clubs i equips nacionals. L’equip nacional de futbol de Tuvalu s'entrena al camp esportiu de Tuvalu a Funafuti i competeix als Jocs del Pacífic i als Jocs del Pacífic Sud.
El Parlament de Tuvalu o Palamene o Tuvalu es troba a Fongafale, juntament amb les oficines dels departaments governamentals i les agències governamentals, incloses la Corporació de Telecomunicacions de Tuvalu, el Banc Nacional de Tuvalu, l'Oficina Filatèlica de Tuvalu, el Servei Meteorològic de Tuvalu, la Biblioteca i Arxius Nacionals de Tuvalu i el Departament de Mitjans de Comunicació de Tuvalu que gestiona Radio Tuvalu. El servei de policia té la seu i la presó a Fongafale. El Tribunal Superior de Tuvalu també es troba a Fongafale.
L’Hospital Princess Margaret, l'únic hospital de Tuvalu, es troba a Fongafale.

## Pobles a Funafuti

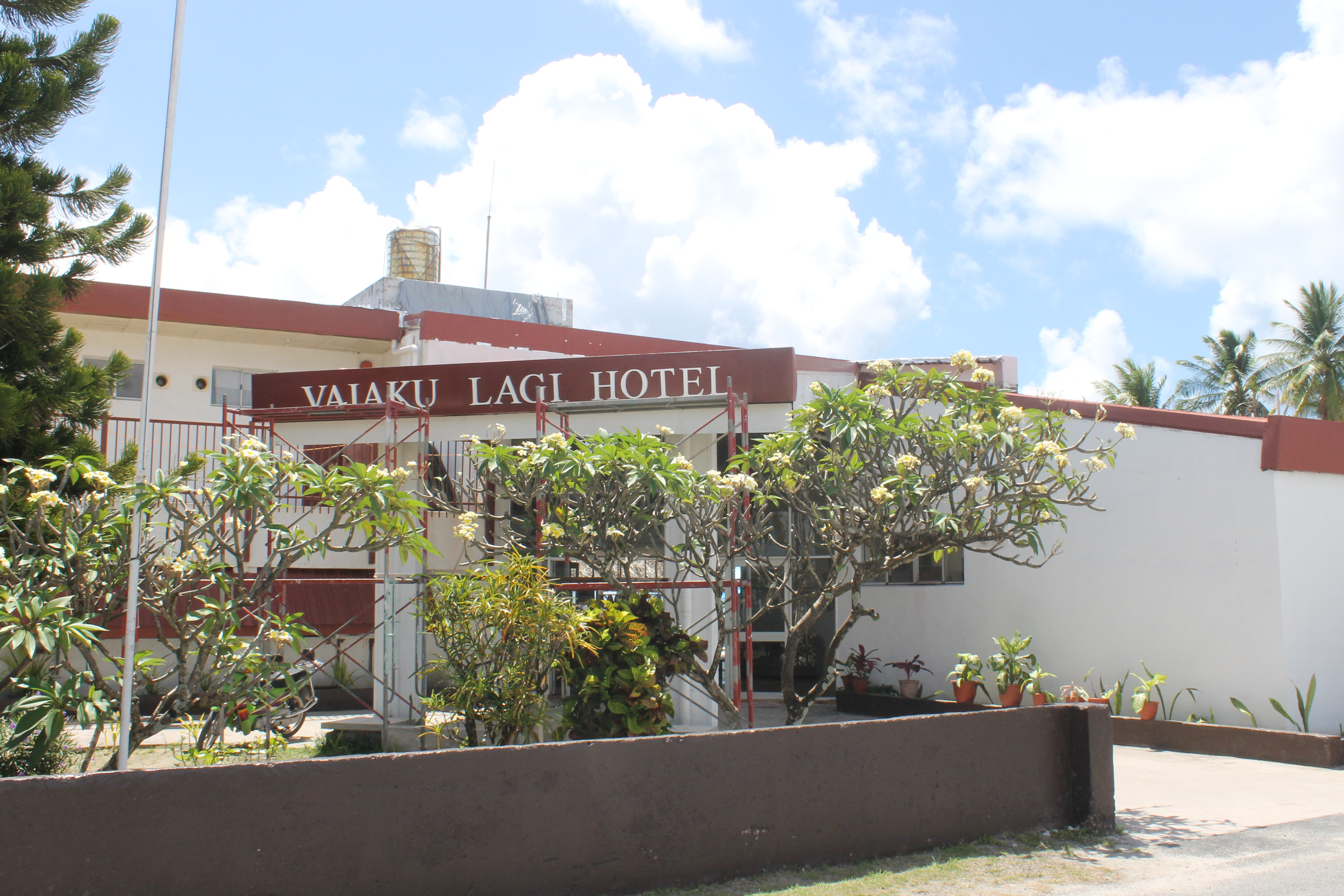
Funafuti Lagoon Hotel

A continuació es mostra una llista dels pobles de l'atol, amb la població de cada atol segons el cens de 2012: per illot:

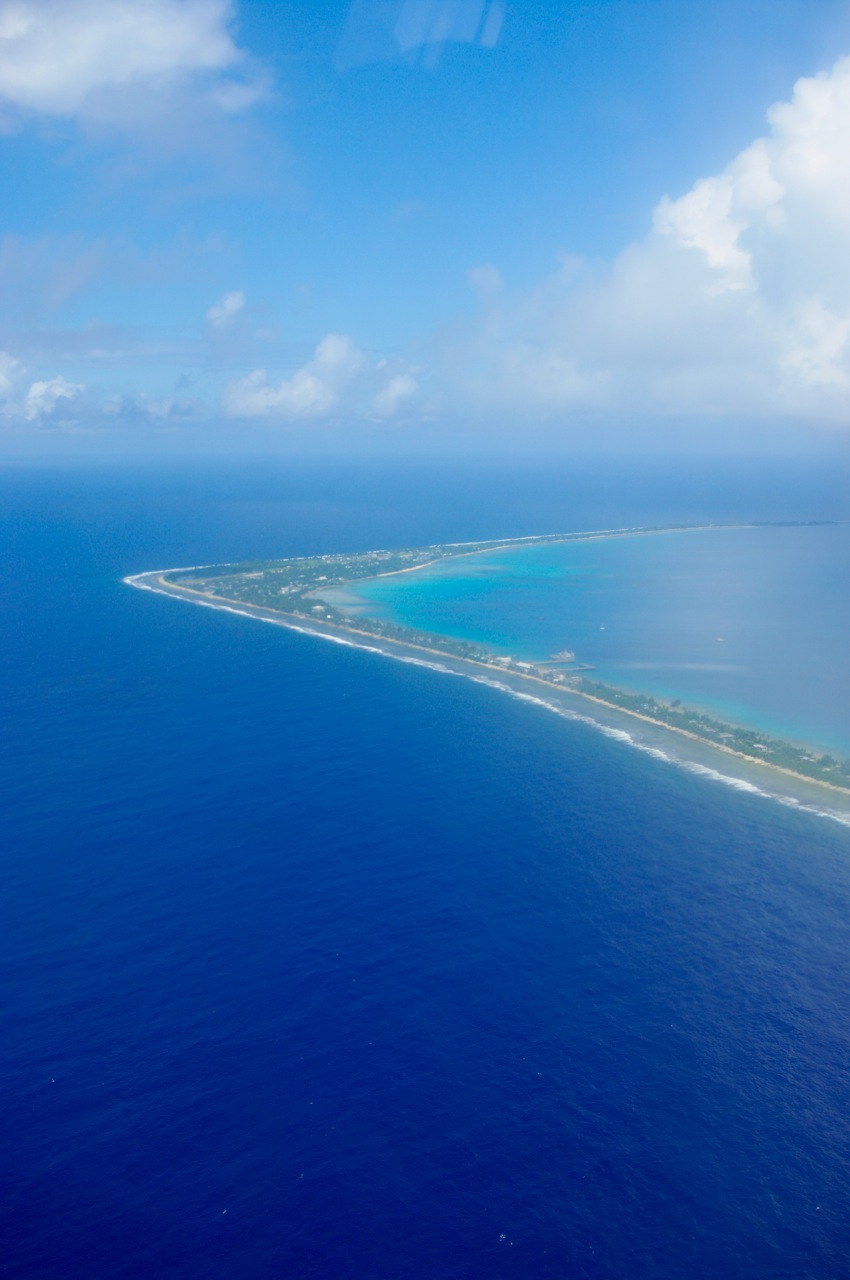
Vista aèria de la península de Tengako i Fongafale, atol de Funafuti, mirant cap al sud

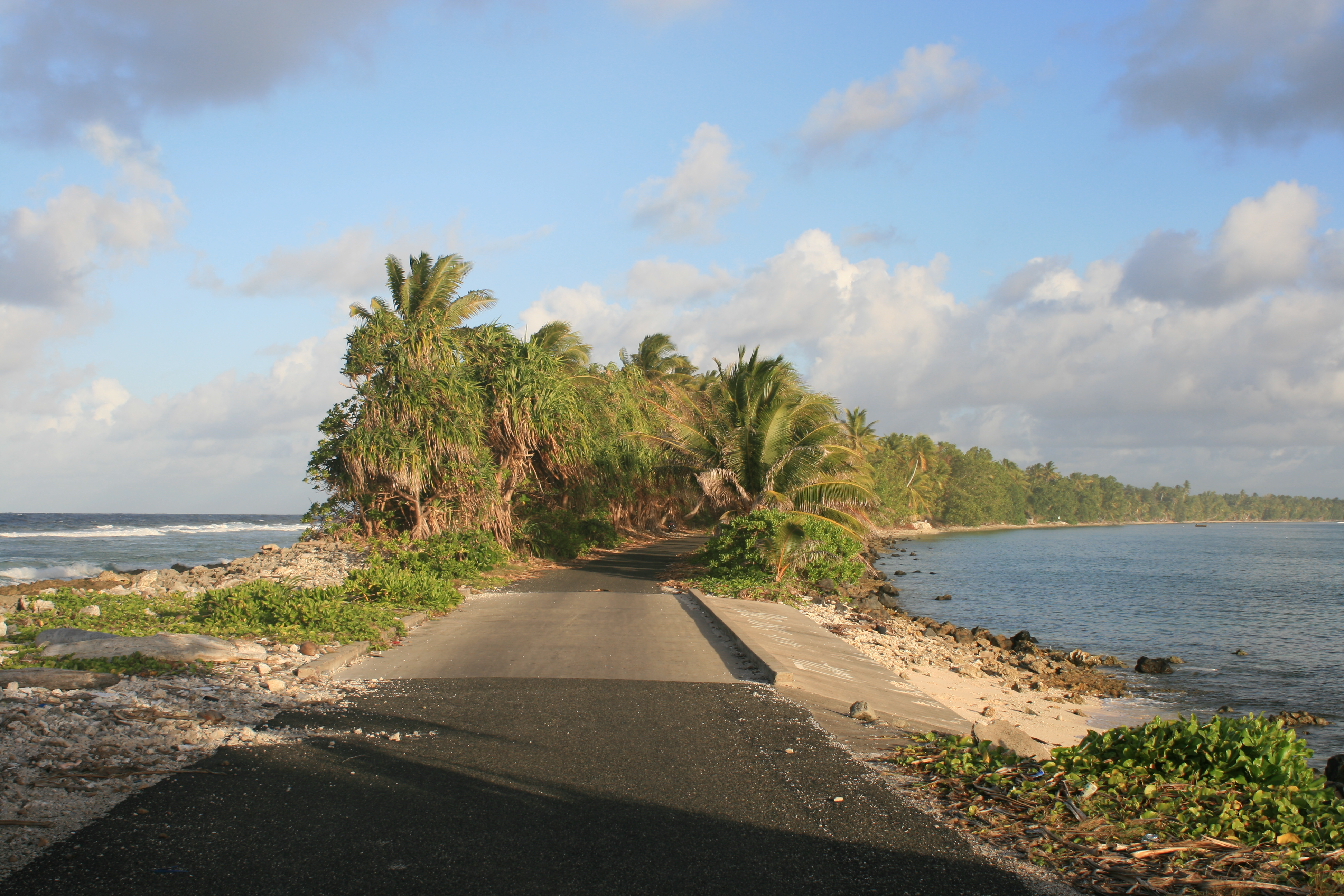
Península de Tengako, atol de Funafuti, mirant cap al sud

### Illot Fongafale central
- Fakaifou: 1.158 habitants

- Senala: 1.207 habitants

- Alapi: 1.029 habitants

- Vaiaku: 638 habitants

### Illots Fongafale addicionals
Illots de la península de Tengako al nord:
- Lofeagai: 627 habitants

- Teone: 570 habitants

- Tekavatoetoe: 650 habitants

### Funafala
- Funafala: 50 habitants

### Amatuku
- Amatuku: 128 habitants

## Àrea Marina de Conservació de Funafuti
El juny de 1996, l’Àrea de Conservació de Funafuti es va establir al llarg de la vora occidental de l'escull, que abastava sis illots. Té una superfície de 33 km², que conté el 20 % de l'àrea de l'escull de Funafuti. La superfície terrestre dels sis illots de l'àrea de conservació és de 8 ha. A continuació es mostra una llista dels illots de l'àrea de conservació, ordenats de nord a sud, amb les seves superfícies estimades en hectàrees:
- Tepuka Vilivili, 3

- Fualopa, 2

- Fufatu, 0,2

- Vasafua, 0,5

- Fuakea, 1,5

- Tefala, 1

L'Àrea de Conservació de Funafuti es troba a 15 km a través de la llacuna des de l'illa principal de Fongafale, i s'hi accedeix amb vaixell.

## Illes a Funafuti
Hi ha almenys 29 illots a l'atol de Funafuti. El més gran és Fongafale, seguit de Funafala. Almenys tres d'aquests illots estan habitats: Fongafale (l'illa principal) a l'est, Funafala al sud i Amatuku al nord.
- Amatuku
- Avalau
- Falaoigo
- Fale Fatu (o Falefatu)
- Fatato
- Fongafale
- Fuafatu
- Fuagea
- Fualefeke (o Fualifeke)
- Fualopa
- Funafala
- Funamanu
- Luamotu
- Mateika
- Motugie
- Motuloa
- Mulitefala
- Papa Elise (o Funangongo)
- Pukasavilivili
- Te Afuafou
- Te Afualiku
- Tefala
- Telele
- Tengako (peninsula de l'illa de Fongafale)
- Tengasu
- Tepuka
- Tepuka Vili Vili
- Tutanga
- Vasafua

## Passos de l'atol de Funafuti
L'atol té diversos passatges que condueixen a la seva llacuna. El grau en què són navegables varia. Els passos s'enumeren a continuació, aproximadament en el sentit de les agulles del rellotge, començant pel sud, amb l'illot Fongafale. Els dos primers illots de la llista es troben a la part sud de l'atol de Funafuti.
- Te Ava Pua Pua és el més poc profund dels passatges, 12,7 metres de profunditat, es troba al costat sud-est de l'atol i discorre entre els illots de Funamanu (al nord) i Fale Fatu (al sud). Marca la frontera entre les seccions sud i est de Funafuti.

- Te Ava Fuagea (també coneguda com a Ava Amelia): aquest passatge profund i estret, de 18,3 metres de profunditat i 160 metres d'amplada, es troba al costat sud-oest de l'atol, al sud de l'illot de Fuafatu, i discorre entre la part sud de l'atol (a l'oest) i l'illot de Vasafua (al sud).
- Te Ava Papa es troba just al nord de Te Ava Fuagea).
- Te Ava Kum Kum es troba al mig de la vora occidental, al sud de Te Ava Tepuka Vili, entre els illots de Tepuka Vili Vili (al nord) i Fualopa (immediatament al sud).
- Te Ava Tepuka Vili és un canal profund i estret entre els illots de Tepuka (al nord) i Tepuka Vili Vili (al sud).
- Te Ava Tepuka i Te Avua Sari són dos passatges veïns al nord-est, entre els illots de Te Afualiku (al nord-est) i Tepuka (al sud-oest).
- Te Ava i Te Lape és l'entrada preferida a la llacuna, tot i que només es troba a 5,8 metres de profunditat i amb prou feines 500 metres d'amplada. Es troba al nord de l'atol, i transcorre entre els illots de Pava (a l'est) i Te Afualiku (a l'oest).

## Llacuna
La llacuna de l'atol de Funafuti (Te Namo en Tuvalià) tè 24,5 km de llarg, de nord a sud, i 17,5 km d'ample, d'est a oest, i té una àrea de 275 km², que la converteix, amb diferència, en la llacuna més gran de Tuvalu. Té uns 52 metres de profunditat en alguns llocs, però només 6 metres de profunditat en altres llocs (perquè té diverses roques i esculls submergits al llarg del seu fons, alguns dels quals tanquen la superfície). La conca més profunda es troba a la part nord de la llacuna (la profunditat màxima registrada és de 54,7 metres), mentre que la part sud de la llacuna té una conca molt estreta i poc profunda.

## Clima
Funafuti té un clima de selva tropical (Af com es defineix pel sistema de classificació climàtica de Köppen). Com que pateix ciclons freqüents, no es considera que tingui un clima equatorial. El municipi no té estació seca: té una extraordinària quantitat de pluges durant tot l'any. Funafuti té una mitjana d'uns 3.500 mm de precipitació anual, i cap mes en què plou menys de 200 mm. Com és habitual en moltes zones amb un clima de selva tropical, la temperatura varia poc durant l'any: les temperatures mitjanes diàries ronden 28 °C durant tot l'any.

## Història

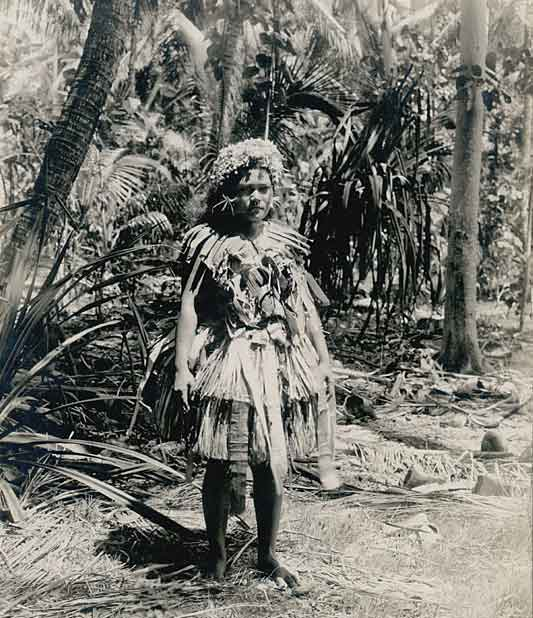
Dona a Funafuti; foto de Harry Clifford Fassett (1900), fotògraf nord-americà

Segons les tradicions Funafuti va ser colonitzada per samoans. El nom Funafuti prové de Futi, la dona del fundador llegendari Telematua que es va establir a l'illot Funafula. Futi vol dir 'banana', i funa és un prefix femení. L'atol va ser descobert, el 1819, pel nord-americà Arent De Peyster del balener Rebecca. Era un nord-americà de Nova York i capità del vaixell armat bergantí o corsari Rebecca, que navegava sota els colors britànics. El va anomenar Ellice Island en honor d'Edward Ellice, el propietari del vaixell. L'arxipèlag també va ser conegut com a Ellice Islands.
El 1841, l'Expedició d'exploració dels Estats Units, dirigida per Charles Wilkes, va visitar Funafuti. Els Estats Units van reclamar Funafuti basant-se en la Llei de les Illes Guano de 1856, i van mantenir aquesta reivindicació fins al 1983, quan va entrar en vigor un tractat d'amistat, conclòs el 1979.
A la dècada de 1850, John (Jack) O'Brien es va convertir en el primer europeu a establir-se a Tuvalu. Es va convertir en comerciant de Funafuti i es va casar amb Salai, la filla del cap suprem de Funafuti. amb el seu nom continuant a Funafuti. Alfred Restieaux, natural d'Anglaterra, va viure i treballar com a comerciant a Funafuti des de juliol de 1881 fins a aproximadament 1888 o 1889.
El 1882, membres de la Comissió de Peix dels EUA van visitar Funafuti per investigar la formació d'esculls de corall als atols del Pacífic, navegant allà amb l’USFC Albatross. Durant aquesta visita, Harry Clifford Fassett, secretari del capità i fotògraf, va fer fotos de persones, comunitats i paisatges a Funafuti.
Thomas Andrew, fotògraf, va visitar Funafuti al voltant de 1885–86.
El 1892, el capità Davis de l'HMS Royalist 1883 va proporcionar un informe que descrivia els comerciants i les activitats comercials que va observar a cadascuna de les illes que va visitar. Davis va identificar a Jack O'Brien com un comerciant de Funafuti, i també es va informar que O'Brien vivia a l'atol el 1896.
El 1894 el comte Rudolph Festetics de Tolna, la seva dona Eila (de soltera Haggin) i la seva filla Blanche Haggin van visitar Funafuti a bord del iot Le Tolna. El comte va passar diversos dies fotografiant homes i dones de Funafuti.
S'estima que la població de Funafuti durant els anys 1860 a 1900 va ser d'entre 280 i 300 persones. L'oficina de correus de Funafuti es va obrir al voltant de 1911.
Durant la Guerra del Pacífic (Segona Guerra Mundial) les illes Ellice van ser utilitzades com a base per preparar els posteriors atacs marítims a les illes Gilbert (Kiribati) que van ser ocupades per les forces japoneses. El 5è Batalló de Defensa del Cos de Marines dels Estats Units d'Amèrica va aterrar a Funafuti el 2 d'octubre de 1942; l'operació es va mantenir en secret fins que els japonesos la van descobrir el 27 de març de 1943.
A Funafuti, els illencs van ser traslladats als illots més petits per permetre a les forces nord-americanes construir un camp d'aviació (ara Aeroport internacional de Funafuti), un hospital de 76 llits i les bases navals i instal·lacions portuàries a l'illot Fongafale.

### El simulacre de Darwin
Hi ha un lloc a Funafuti anomenat Darwin's Drill, on es van perforar forats el 1896, 1897 i 1898, per la Royal Society de Londres, com a part d'una investigació científica dissenyada per esbrinar si es podien trobar rastres d'organismes d'aigües poc profundes en el fons del corall. Va ser pensat com una prova de la teoria de Charles Darwin sobre la formació de l'atol de corall. El professor Sollas, líder de l'expedició de 1896, va publicar un informe sobre l'estudi de l'atol. El professor Edgeworth David de la Universitat de Sydney va ser membre de l'expedició de 1896 i el líder de l'expedició de 1897. Els fotògrafs de les expedicions van gravar persones, comunitats i escenes a Funafuti.
Pel que fa al seu paper en provar la teoria, l'atol de Funafuti va ser inclòs per la Unió Internacional de Ciències Geològiques (IUGS) en conjunt de 100 "llocs del patrimoni geològic" a tot el món en una llista publicada l'octubre de 2022.

## Ciclons de 1883 i 1972
George Westbrook, un comerciant instal·lat a Funafuti, va registrar un cicló tropical que va colpejar Funafuti del 23 al 24 de desembre de 1883. En el moment en què va colpejar el cicló, ell era l'únic habitant de Fongafale, perquè Tema, un missioner de Samoa, havia portat tots els altres a Funafala per treballar en la construcció d'una església. El cicló va destruir els edificis de Fongafale, incloent-hi l'església i les botigues comercials de George Westbrook i Alfred Restieaux. No obstant això, es van produir pocs danys a Funafala i la gent va tornar per reconstruir Fongafale.

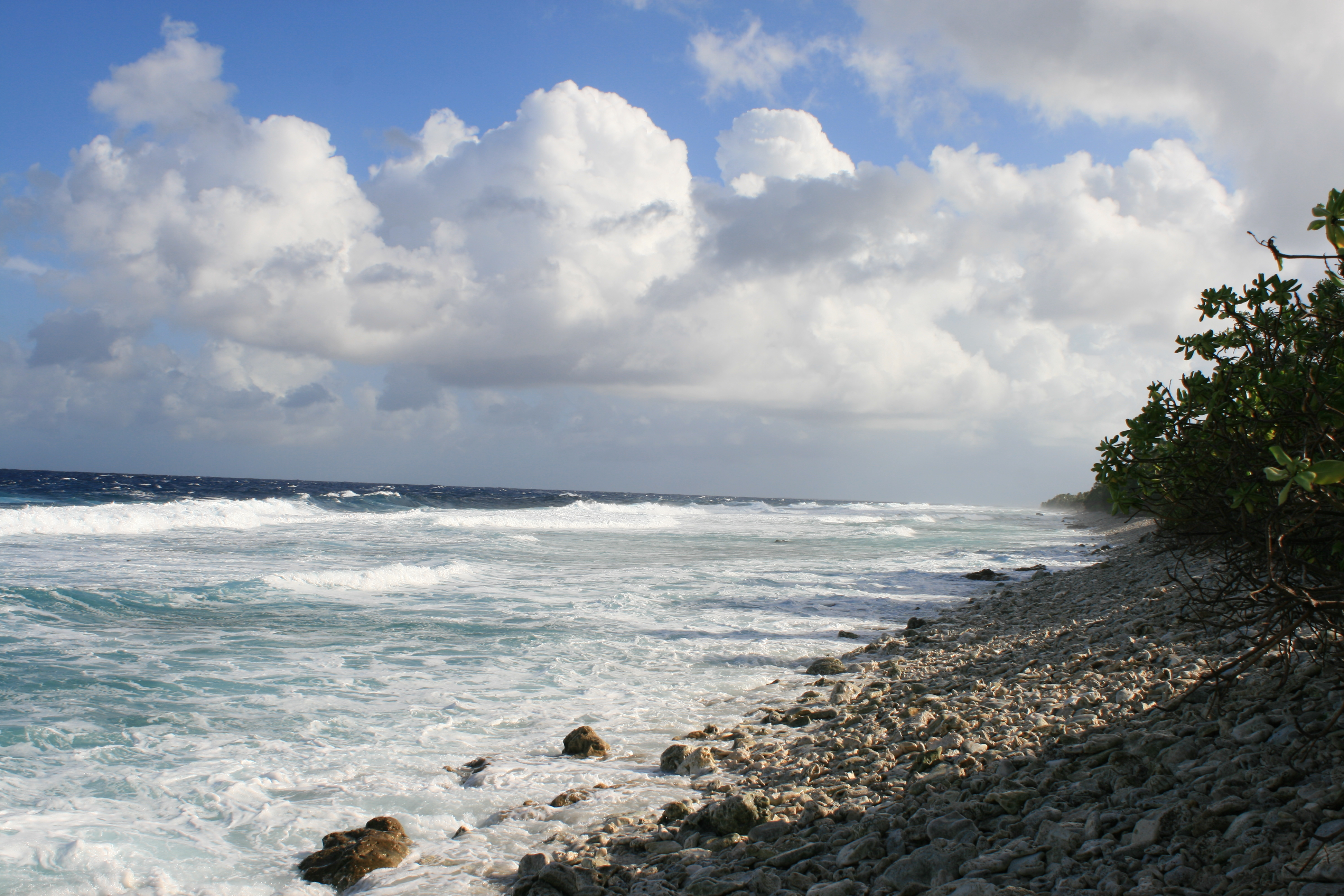
Costa oceànica de l'atol de Funafuti que mostra les dunes de tempesta, el punt més alt de l'atol.

El 1972, Funafuti es va situar en el camí del cicló Bebe durant la temporada de ciclons del Pacífic Sud 1972–73. Bebe va ser un cicló tropical de pretemporada que va colpejar els grups d'illes Gilbert, Ellice i Fiji. El sistema ciclònic es va detectar per primera vegada el 20 d'octubre. Es va intensificar i va créixer de mida fins al 22 d'octubre. Cap a les 4 de la tarda del dissabte 21, l'aigua del mar va fer bombolles pel corall de l'aeròdrom i va pujar a una alçada d'1,5 m. El cicló Bebe va continuar arrasant la zona fins al diumenge 22 d'octubre. El vaixell de la colònia de les illes Ellice, Moanaraoi, que es trobava a la llacuna, va sobreviure. No obstant això, tres tonyiners van naufragar. Les onades van trencar l'atol. Cinc persones van morir: dos adults i un nen de 3 mesos van ser arrossegats per les onades, i dos mariners que havien anat a les tonyineres naufragades van morir ofegats. El cicló Bebe va enderrocar el 90% de les cases i els arbres de la zona. L'onatge de la tempesta va crear una paret de runes de corall al costat de l'oceà de Fongafale i Funafala que es trobava a unes 16 km de llarg i feia de 3 a 6,1 m de gruix a la part inferior. La tempesta també va destruir o contaminar les fonts d'aigua potable de la zona.

## Institucions educatives

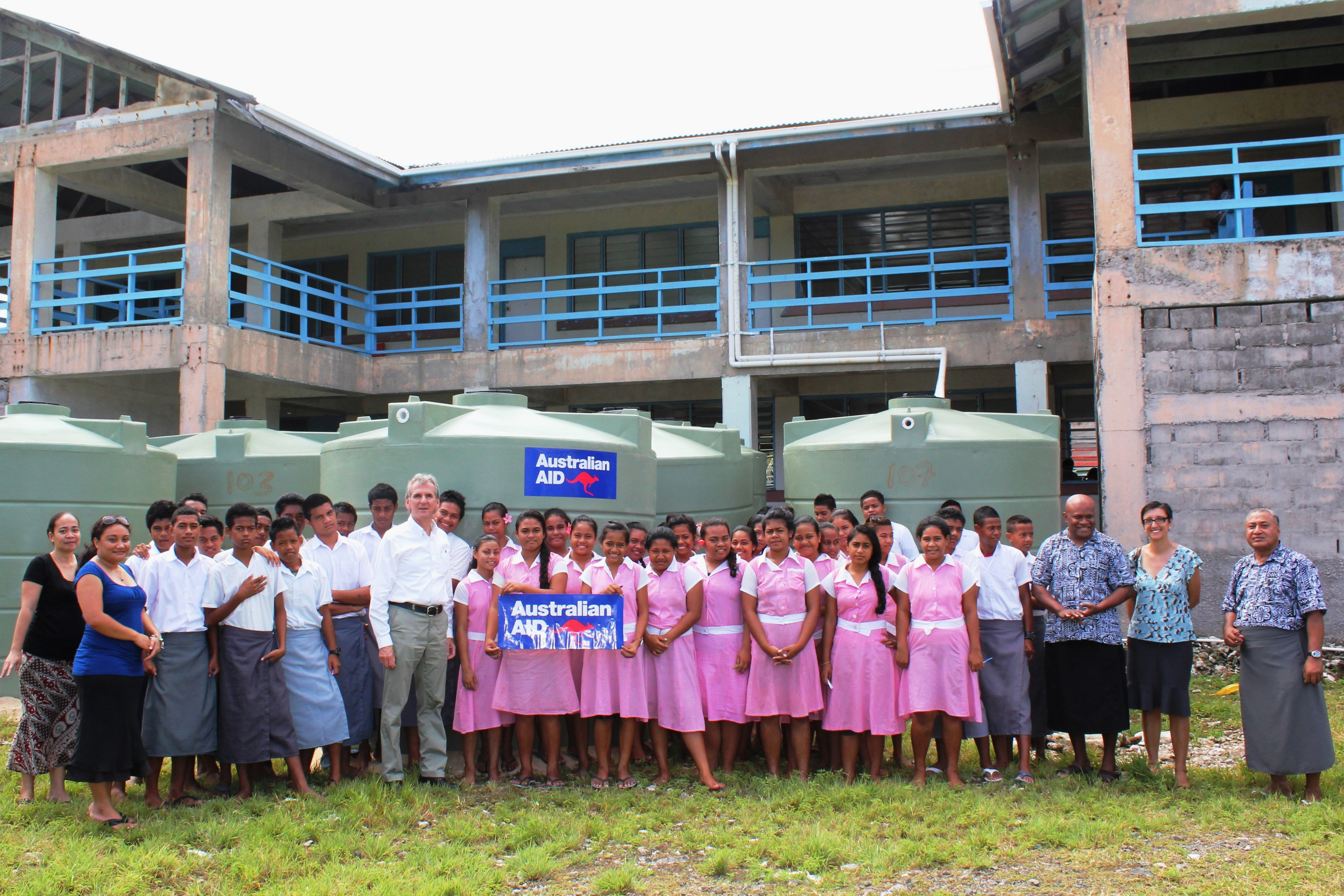
Dipòsits d'emmagatzematge d'aigua instal·lats a l'escola secundària Fetuvalu

Quatre institucions terciàries a Funafuti ofereixen cursos tècnics i professionals: l'Institut de Formació Marítima de Tuvalu (TMTI), l'Institut de Formació en Tecnologia Científica de l'Atol de Tuvalu (TASTII), la Coalició de Formació del Pacífic Australià (APTC) i el Centre d'Extensió de la Universitat del Pacífic Sud (USP).
Hi ha dues escoles infantils, l'escola primària adventista del setè dia i l'escola primària Nauti, que té un registre de més de 900 alumnes i és l'escola primària més gran de Tuvalu (el 45% de la matrícula total de l'escola primària).
L’Església de Tuvalu opera l'escola secundària Fetuvalu. La Universitat del Pacífic Sud (USP) Centre d'extensió a Funafuti opera el Programa de la Fundació Augmentada per als estudiants de sisè que aproven el seu certificat d'escola secundària del Pacífic (PSSC) perquè els estudiants puguin accedir a programes d'educació terciària fora de Tuvalu. L’Institut de Formació Marítima de Tuvalu (TMTI) es troba a Amatuku motu (illot).

## Transport
L'aeroport internacional de Funafuti (codi IATA: FUN, codi OACI: NGFU) es troba a Fongafale.
Fiji Airways, el propietari de Fiji Airlines (comerciant com Fiji Link) opera serveis de transport aeri tres vegades per setmana (dimarts, dijous i dissabte) entre Suva i Funafuti. Els vols tenen el seu origen a Nadi, i utilitzen avions ATR 72 -600, que poden transportar fins a 68 passatgers.
A més, Air Kiribati opera un vol a la setmana a Funafuti, utilitzant un avió Bombardier Dash 8 de la sèrie 100, que pot transportar fins a 35 passatgers.
Fongafale té instal·lacions portuàries i dos vaixells de passatgers/càrrega, Nivaga III i Manu Folau, que fan viatges d'anada i tornada entre Fongafale i les illes exteriors aproximadament una vegada cada tres o quatre setmanes, i també viatgen entre Suva, Fiji, i Funafuti unes tres o tres setmanes, quatre vegades l'any.
El 2015 el govern japonès va donar un vaixell, el Nivaga III, a Tuvalu, per substituir el Nivaga II, que havia servit a Tuvalu des de 1989.

## Circumscripció electoral
Funafuti és una de les vuit circumscripcions electorals de Tuvalu, i escull dos membres del parlament. A les eleccions generals del 2019, Kausea Natano i Simon Kofe van ser reelegits al parlament.

## Persones locals destacades
- Sir Toaripi Lauti, GCMG PC (28 de novembre de 1928 – 25 de maig de 2014): primer ministre en cap de les Illes Ellice (del 2 d'octubre de 1975 a l'1 d'octubre de 1978); primer primer ministre de Tuvalu (de l'1 d'octubre de 1978 al 8 de setembre de 1981); tercer governador general de Tuvalu (de l'1 d'octubre de 1990 a l'1 de desembre de 1993)
- Sir Kamuta Latasi, KCMG OBE PC MP (nascut el 1936): quart primer ministre de Tuvalu (del 1993 al 1996); President del Parlament de Tuvalu (de 2006 a setembre de 2010 i de desembre de 2010 a març de 2014)